# Зельґощ (Поддембицький повіт)
Зельґощ (пол. Zelgoszcz) — село в Польщі, у гміні Вартковиці Поддембицького повіту Лодзинського воєводства.
Населення — 77 осіб (2011).
У 1975-1998 роках село належало до Серадзького воєводства.

## Демографія
Демографічна структура станом на 31 березня 2011 року:
|          | Загалом | Допрацездатний вік | Працездатний вік | Постпрацездатний вік |
| -------- | ------- | ------------------ | ---------------- | -------------------- |
| Чоловіки | 38      | 12                 | 24               | 2                    |
| Жінки    | 39      | 10                 | 22               | 7                    |
| Разом    | 77      | 22                 | 46               | 9                    |